# Maria van Souburg
Maria Berthout van Berlaer (Souburg, omstreeks 1250 - Antwerpen, 1336), ook: Maria van Berlaer of Maria van Souburg genaamd, was een edelvrouwe waaraan het vierde deel van de Spiegel Historiael is opgedragen. Zij ondersteunde de schrijver hiervan, Lodewijk van Velthem.
Maria werd waarschijnlijk op de burcht Souburg geboren. Na haar huwelijk heeft ze waarschijnlijk een tijdlang in Kruiningen gewoond.
Zij trouwde vóór 1270 met Hugo van Kruiningen, die Heer van Kruiningen en Woensdrecht was. Na zijn dood omstreeks 1293 hertrouwde zij met Jan I Berthout van Berlaer. Ze werd in 1310 opnieuw weduwe. Haar kinderen stierven jong.
Op 3 augustus 1315 werd de vierde pertie van de Spiegel Historiael door Lodewijk van Velthem aan haar opgedragen. De schrijver zei daarin vooral door de gunsten en hoofsheid van Maria te zijn geïnspireerd.